# Mutsvleermuis
De mutsvleermuis (Eumops perotis)  is een zoogdier uit de familie van de bulvleermuizen (Molossidae). De wetenschappelijke naam van de soort werd voor het eerst geldig gepubliceerd door Schinz in 1821.

## Voorkomen
De soort komt voor in Argentinië, Brazilië, Colombia, Ecuador, Paraguay, Peru, Mexico en de Verenigde Staten.